# Anthurium praealtum
Anthurium praealtum är en kallaväxtart som beskrevs av Luis Aloysius, Luigi Sodiro. Anthurium praealtum ingår i släktet Anthurium och familjen kallaväxter. Inga underarter finns listade.